# Erotická masáž
Erotická masáž je použití masážních technik pro erotické účely. Na rozdíl od klasické masáže je zde hlavním cílem navodit sexuální vzrušení. Tato masáž někdy slouží jako předehra k samotnému pohlavnímu aktu. Erotická masáž se obvykle neprovádí s ručníkem kolem pasu, jak je tomu zvykem při normální masáži, nýbrž když je masírovaná osoba nahá. Hlavním zájmem masírující osoby jsou oblasti kolem slabin a intimní části těla.

## Komerční erotické masáže
Erotické masáže mohou být také poskytovány za úplatu, nejčastěji poskytovateli širších sexuálních služeb, prostřednictvím erotických agentur, masážních salonů nebo nevěstinců. Mají mnoho podob, od klasických masážních technik, jejichž cílem je propojení sexuální, duchovní a fyzické oblasti, až po masáže, jejichž cílem je dosažení orgasmu, hovorově také nazývané jako masáže se „šťastným koncem“.